# Карабальо, Рикардо
Рика́рдо Андре́с Караба́льо Фло́рес (исп. Ricardo Andrés Caraballo Florez; род. 9 февраля 2004, Барранкилья) — колумбийский футболист, нападающий клуба «Барранкилья».

## Клубная карьера
Карабальо — воспитанник клубов «Камбиандо Видас» и «Барранкилья». 17 сентября 2020 года в матче против «Атлетико Уила» он дебютировал в колумбийской Серии B в составе последних. В этом же поединке Рикардо забил свой первый гол за «Барранкилью».

## Международная карьера
В начале 2023 года в составе молодёжной сборной Колумбии Карабальо принял участие в домашнем молодёжном чемпионате Южной Америки. На турнире он сыграл в матчах против команд Перу, Аргентины, Уругвая, а также дважды Парагвая и Бразилии. 
В 2023 году в составе олимпийской сборной Колумбии Карабальо принял участие в домашних Панамериканских играх. На турнире он сыграл в матчах против команд Гондураса, США и Уругвая.